# Grote hooiwagenkrab
De grote hooiwagenkrab (Macropodia tenuirostris) is een krab uit de familie Inachidae, die niet zeldzaam is op enige afstand voor de Nederlandse en Belgische kust.

## Anatomie
De grote hooiwagenkrab heeft een driehoekig carapax, waarvan de lengte maximaal 33 mm bedraagt. Ze bezit gesteelde ogen die niet intrekbaar zijn. De rugzijde van de carapax is relatief glad en bezaaid met haakvormige setae. De kleur is meestal geel- tot roodbruin. De voorste rand van het rugschild bezit een lang, iets opwaarts gericht rostrum. De schaarpoten zijn slank en behaard. Alle pereopoden zijn relatief lang, gestekeld en dragen setae. De dactylus van de twee laatste looppoten is zwak gekromd en draagt kleine tandjes over de gehele lengte.

## Verspreiding en ecologie
De grote hooiwagenkrab komt voor op slibbige tot zandige bodems, vaak tussen hydroïdpoliepen en algen, van 10 tot 170 m diepte. Het is een Oost-Atlantische soort die gevonden wordt van de Faeröer tot voor de Portugese kust.

Ze eten voornamelijk algen, kleine kreeftachtigen en borstelwormen. Ook weekdieren en slangsterren worden gegeten (Hartnoll 1963).